# 浪潮 (美国选举)
在美国选举中，浪潮（英語：wave）是指某一政党取得重大胜利的选举。根据自2000年以来使用的“红州与蓝州”颜色编码惯例，浪潮选举通常被称为“蓝色浪潮”或“红色浪潮”，具体则取决于哪个政党取得了重大胜利。“蓝色浪潮”指的是民主党（代表色为蓝色）的席位大幅增加，而“红色浪潮”则指的是共和党（代表色为红色）的席位大幅增加。
浪潮选举通常发生在中期选举期间。尽管关于什么样的选举结果才算“浪潮”并没有统一的标准，但最近一次广泛被认为是浪潮的选举是2018年中期选举的“蓝色浪潮”。在此次选举中民主党重新获得了联邦众议院的控制权，并在州长选举中净增7个席位。

## 术语
政治分析师查理·库克将“选举浪潮”形容为由一种“宏观的、全国性的因素”引发，这些因素包括总统的支持率高低、经济状况以及政治丑闻等。库克将“选举浪潮”与“微选举”进行对比，后者中两个主要政党并未取得显著的席位增长，候选人、地方性问题以及其他与政党立场关系不大的因素，发挥的作用通常比在选举浪潮中更为关键。尽管多个选举浪潮有时会连续发生，但选举浪潮通常被视为例外而非常态。诸如斯图尔特·罗斯坦伯格这样的分析师通常将联邦众议院增加20个席位作为选举浪潮的标志。然而政治学者丹·霍普金斯则认为这个术语在理解选举时帮助有限，而且选举浪潮与非选举浪潮之间并没有明确的分界点。
美国国会现任议员通常在选举中享有相对于挑战者的优势，但在选举浪潮中，挑战者往往获得更多支持，导致比平时更多的现任议员失去席位。选举浪潮可以让那些原本被认为对现任党派安全的席位变得悬而未决，甚至帮助一些有缺陷的挑战者击败现任议员。自1954年以来，选举浪潮总是使一个政党受益，而使另一个政党则遭受损失。不过这个术语也被用来描述一种假设的情况，即两党大量现任议员丧失席位的情形。通常在重新划分选区后的第一次选举会形成选举浪潮，因为经过选区重划后，许多现任议员在选区内的根基变得不那么牢固，使得许多现任议员要么退休，要么在初选中败北。
选举浪潮也可能与“压倒性胜利”同时发生，而“压倒性胜利”通常指的是总统选举大胜。许多选举浪潮发生在中期选举期间，通常是执政党失去席位，反对党获益。一个常见的模式是，赢得总统选举的政党在同期的选举浪潮中获得优势，而在接下来的中期选举中，反对党则迎来自己的选举浪潮。例如巴拉克·奥巴马于2008年当选总统，随之而来的是2010年的“红色浪潮”。